# Bachia heteropa
Espèce
Synonymes
- Chalcides heteropus Wiegmann, 1856
- Brachypus cuvieri Fitzinger, 1826
- Bachia lineata Boulenger, 1903
- Scolecosaurus alleni Barbour, 1914
- Scolecosaurus trinitatis Barbour, 1914
- Bachia anomala Roux, 1929
- Bachia marcelae Donoso & Garrido, 1964

Bachia heteropa est une espèce de sauriens de la famille des Gymnophthalmidae.

## Répartition
Cette espèce se rencontre en Colombie, au Venezuela, à Trinité-et-Tobago et à la Grenade.
Sa présence au Brésil est incertaine.

## Liste des sous-espèces
Selon The Reptile Database (14 novembre 2012) :
- Bachia heteropa alleni (Barbour, 1914)
- Bachia heteropa heteropa (Wiegmann, 1856)
- Bachia heteropa lineata Boulenger, 1903
- Bachia heteropa marcelae Donoso & Garrido, 1964
- Bachia heteropa trinitatis (Barbour, 1914)

## Publications originales
- Barbour, 1914 : A Contribution to the Zoögeography of the West Indies, with Especial Reference to Amphibians and Reptiles. Memoirs of the Museum of Comparative Zoölogy, vol. 44, no 2, p. 205-359 (texte intégral).
- Boulenger, 1903 : Descriptions of new lizards in the collection of the British Museum. Annals and magazine of natural history, sér. 7, vol. 12, p. 429-435 (texte intégral).
- Donoso & Garrido, 1964 : Nuevo Teiidae de Venezuela Bachia marcelae nov. sp. Publicaciones Ocasionales del Museo de Ciencias Naturales, Caracas, vol. 8, no 2, p. 1-7
- Lichtenstein & Martens, 1856 : Nomenclator reptilium et amphibiorum Musei Zoologici Berolinensis. Namenverzeichniss der in der zoologischen Sammlung der Königlichen Universität zu Berlin aufgestellten Arten von Reptilien und Amphibien nach ihren Ordnungen, Familien und Gattungen. Königliche Akademie der Wissenschaften, Berlin, p. 1-48 (texte intégral).